# Богатов, Сергей Дмитриевич
Сергей Дмитриевич Богатов (1868—1917) — русский военный  деятель, полковник Генерального штаба (1910). Герой Первой мировой войны, участник Русско-японской войны.

## Биография
В 1885 году после окончания Московского 2-го кадетского корпуса вступил в службу. В 1886 году после окончания  Александровского военного училища произведён в подпоручики и выпущен в 17-ю пешую артиллерийскую бригаду. В 1890 году произведён в поручики, в 1895 году в сотники, в 1900 году в штабс-капитаны, помощник столоначальника Кавказского окружного интендантского управления.
В 1901 году после окончания Николаевской военной академии по I разряду произведён в произведён в капитаны. С 1904 года участник Русско-японской войны, и.д. начальника Отделения управления интенданта 1-й Манчжурской армии. С 1905 года и.д. начальника Отделения управления главного полевого интенданта. В 1906 году произведён в подполковники. С 1908 года корпусной интендант 16-го армейского корпуса. В 1910 году произведён в полковники.
С 1914 года участник Первой мировой войны, командир батальона Украинского 47-го пехотного полка. 
С 1916 года командир 432-го Валдайского пехотного полка. 24 января 1917 года  скончался от разрыва сердца. Похоронен в Восточной Галиции.

Высочайшим приказом от 14 декабря 1916 года за храбрость награждён Георгиевским оружием: 
За то, что, состоя въ рядахъ 47-го пѣхотнаго Украинскаго полка, въ бою 28-го Мая 1916 года, въ раіонѣ селенія Окна, при штурмѣ высоты "265", командуя 1-мъ баталіономъ 47-го пѣхотнаго Украинскаго полка, когда противникъ въ превосходныхъ силахъ перешелъ въ контръ-атаку противъ Азовскаго полка и послѣдній оказался въ тяжелыхъ условіяхъ, бросился съ горстью людей (около 200 человѣкъ) своего баталіона впередъ и, зайдя во флангъ и тылъ насѣдавшему врагу, жестоко обстрѣлялъ его, а затѣмъ, съ подходомъ всего баталіона, а также 3-го баталіона полка, ударомъ въ штыки опрокинулъ непріятеля и продолжалъ его прѣследовать на протяженіи 12-ти верстъ, чѣмъ рѣшилъ участь боя въ нашу пользу

## Награды
- Орден Святой Анны 3-й степени  (ВП 1905)
- Орден Святого Станислава 2-й степени (ВП 1912)
- Георгиевское оружие (ВП 14.12.1916)